# Prijakovci
Prijakovci (szerbül: Пријаковци), falu Banja Luka községben, Bosznia-Hercegovinában, Bosanska krajina területén, a Szerb Köztársaságban. 

## Fekvése
Bosznia-Hercegovina északi részén, Banja Lukától légvonalban 12, közúton 15 km-re északnyugatra, 180-250 méteres magasságban fekszik. A település legnagyobb része a Banja Lukát és Prijedort összekötő főúttól és vasúttól keletre található.

## Népessége
| Nemzetiségi csoport | Népesség 1991 | Népesség 2013 |
| ------------------- | ------------- | ------------- |
| Szerb               | 482           | 817           |
| Bosnyák             | 9             | 0             |
| Horvát              | 50            | 14            |
| Jugoszláv           | 30            | 3             |
| Egyéb               | 5             | 12            |
| Összesen            | 576           | 846           |

## Története
A település 1878-ig tartozott az Oszmán Birodalomhoz, ekkor a berlini kongresszus határozata alapján az Osztrák-Magyar Monarchia része lett. 1879-ben az első osztrák-magyar népszámlálás során a Banja Luka-i járáshoz tartozó településnek 17 háztartása és 174 ortodox lakosa volt. 1910-ben a Banja Luka-i járáshoz tartozó településen 40 háztartást, 296 ortodox szerb és 18 római katolikus lakost találtak. A monarchia szétesésével 1918-ban előbb a Szerb-Horvát-Szlovén Királyság, majd 1929-től a Jugoszláv Királyság része. 1921-ben a községnek összesen 43 háztartása és 320 lakosa volt. Jugoszlávia megszállása után a Független Horvát Állam (NDH) része lett. 1941. augusztus 2-án az usztasák brutálisan megöltek 36 szerbet a településen. Ez volt az egyik első súlyos bűncselekmény a Banja Luka-i járás területén a második világháború idején. 1945-től a szocialista Jugoszlávia része volt. A daytoni békeszerződést követő területfelosztásnál Banja Luka község részeként a Szerb Köztársaság területéhez került. 

## Nevezetességei
Az Úr mennybementele tiszteletére szentelt pravoszláv temploma a főút és a vasútvonal között áll. Felszentelése 2005-ben történt.